# جوردانيرز
فريق جوردانيرز (بالإنجليزية: Jordanaires)‏ هو رباعي غنائي أمريكي تشكل كمجموعة تغني الغوسبل في عام 1948. اشتهروا بغنائهم في الخلفية في أغاني إلفيس بريسلي، سواء في العروض الحية أو جلسات التسجيل من عام 1956 إلى عام 1972. وعملت المجموعة أيضا في استوديوهات التسجيل، وعلى المسرح، وعلى التلفزيون مع العديد من فناني الروك والكانتري.

## تاريخ المجموعة

### السنوات الأولى
يرجع تاريخ جوردانيرز إلى بداية الأربعينات، وحيث بدأت من فرقة فوغي ريفر بويز، والتي كانت تتكون من الإخوة ماثيوز، وجميعهم قساوسة: بيل (ولد في لافوليت، تينيسي عام 1923)، مونتي (ولد في بولاسكي ، كنتاكي عام 1927)، وجاك ومات. في عام 1948، غادر مات وجاك ليصبحا مبشرين بدوام كامل، وحل محلهما بوب هوبارد (ولد في تشافي، ميزوري عام 1928)، وهو أيضا قس، ومغني الباس كولي هولت (ولد في ماكالستر، أوكلاهوما عام 1925)، وعازف البيانو بوب ماني. بعد ثلاث سنوات تم استبدال موني بعازف بيانو آخر هو غوردون ستوكر. في ذلك الوقت، شكلوا مجموعة جديدة باسم ميلودايزينغ ماثيوز، في سبرينغفيلد، ميزوري، ولكن سرعان ما تغير الاسم إلى جوردانيرز، على نهر جوردان كريك في ميزوري.
واستمرت هذه التشكيلة الأساسية حتى عام 1949؛ في ذلك الوقت، تم استدعاء بوب هوبارد للخدمة العسكرية وحل محله هويت هوكينز. غادر مونتي وبيل ماثيوز في وقت لاحق من ذلك العام. تحول هوكينز للغناء بطبقة الباريتون، واستقدم نيل ماثيوز ليكون المغني الرئيسي. جاء دون بروس ليكون التينور الأول الجديد؛ ولكن تم تجنيده في السنة التالية. تقلصت المجموعة إلى رباعي، وتولى ستوكر مكانة التينور الأول. انضم أعضاء الفريق إلى غراند أول أوبري في عام 1949. وسجلوا أغانيهم لعلامة كابيتول ريكوردز في بداية الخمسينات، وقدموا المرافقات الصوتية وراء مطربين منفردين في ناشفيل.
تغيرت تشكيلة الفريق مرة أخرى في عام 1954، إذ غادر كولي هولت وجاء مغني باس جديد هو هيو جاريت.
أصبح الرباعي معروفا في عالم الغوسبل الجنوبي، وما جعله يبرز بين الرباعيات الأخرى في ذلك الوقت هو أنها جلبت أغاني السود الدينية للجمهور الأبيض. وفي الوقت الذي واصلت فيه الفرقة إنتاج ألبومات الغوسبل، فقد اشتهرت أكثر بالغناء التجانسي الخلفي على عشرات من الاسطوانات العلمانية.
بقي جاريت معهم حتى عام 1958، ثم حل محله راي ووكر.

### مع إلفيس بريسلي
في 3 أكتوبر 1954 انطلق المراهق إلفيس بريسلي من ممفيس إلى ناشفيل ليقدم ظهوره الوحيد على غراند أول أوبري. قدم بريسلي أسلوب الروكابيلي القوي الذي اشتهر به عندما غنى أغنية بلو مون أوف كنتاكي في أول ظهور له على إذاعة وطنية. في ذلك الوقت كان إلفيس قد سجل أول أغنية له على صن ريكوردز، بعنوان ذاتس أول رايت، قبلها ببضعة أسابيع. وفي إحدى أمسيات العام 1955، غنى فريق جوردانيرز في ممفيس مع إدي أرنولد للدعاية لبرنامجه التلفزيوني، «إدي أرنولد تايم» (واستخدمت الفرقة اسم غوردونيرز Gordonaires في البرنامج). وأنشدوا أغنية «بيس إن ذا فالي»، وعند انتهاء العرض، تحدث معهم إلفيس، والذي كان مغنيا ناشئا وقتها، وقال: «إذا حصلت على عقد تسجيل مع شركة كبرى، أريد منكم أن تغنوا خلفي». وكان إلفيس يسجل على علامة صن في ذلك الوقت.
في 10 يناير 1956، سجل بريسلي أول أغنية له على آر سي أيه فيكتور مع عازف الجيتار سكوتي مور، وعازف الباس بيل بلاك، وعازف الطبول دي جاي فونتانا. وكانت الأغاني التي سجلها في تلك الجلسة I Got a Woman و Heartbreak Hotel و Money Honey. طلب بريسلي من علامته الجديدة أن يظهر فريق جوردانيرز معه في الاسطوانات. وفي اليوم التالي تمت دعوة غوردون ستوكر من قبل تشيت أتكينز للغناء في جلسة تسجيل مع المغني الشاب. كانت شركة آر سي أيه قد وقعت مع فريق سبير فاميلي. طلب أتكينز من ستوكر الغناء مع بن وبروك سبير حتى يستفيد منهم. سجل إلفيس في تلك الجلسة أغنيتي I'm Counting on You و I Was the One وكانت أول جلسة يعتمد فيها على غناء خلفي. بحلول أبريل 1956، حققت أغنية Heartbreak Hotel النجاح وتصدرت قوائم الأغاني.
سجل إلفيس عدة أغاني في نيويورك مع مور وبلاك وفونتانا، وطار إلى ناشفيل في 14 أبريل 1956، ليسجل أغنية I Want You, I Need You, I Love You. وتمت دعوة ستوكر مرة أخرى ليغني في ثلاثي مع بن وبروك سبير. بعد الجلسة، أخبره إلفيس أنه أراد فريق جوردانيرز ليغني معه، ولم يكن يعرف وقتها لماذا لم يحضروا معه. تولى ستوكر الأمر، وغنى الفريق مع إلفيس في جميع جلساته التسجيلية تقريبا على مدى السنوات الأربعة عشر المقبلة. كما ظهر الرباعي أيضا في عدد من أفلام بريسلي وظهروا معه على التلفزيون.
كان بريسلي سيغني في فندق هيلتون في لاس فيغاس، وقام مدير أعماله كولونيل توم باركر بدعوة فريق جوردانيرز للعمل مع بريسلي في العرض، لكن جدولهم كان مزدحما فلم يذهبوا للحفل. واتصلوا بفريق إمبريالز، والذين اشتركوا من قبل معهم في ألبوم بريسلي الديني How Great Thou Art، وأخذ فريق إمبريالز مكان جوردانيرز.

### بعد إلفيس
ظلت تشكيلة الفريق المكونة من غوردون ستوكر، التينور الأول والمدير، نيل ماثيوز، التينور الثاني والقائد، هويت هوكينز، الباريتون، راي ووكر، الباس، هي التشكيلة المستقرة للمجموعة، واستمرت في الستينات والسبعينات. في يناير 1978 أدت المجموعة عددا من أغاني بريسلي على حلقة تلفزيونية خاصة على إن بي سي بعنوان «ناشفيل تتذكر إلفيس في عيد ميلاده».
تغيرت المجموعة مرة أخرى في عام 1982 عندما توفي هويت هوكينز. وتم استبداله بالمغني دواين ويست، الذي كان سابقا من المجموعة التي غنت وراء سوني جيمس. في عام 1990، غنت المجموعة خلف زميل بريسلي السابق جوني كاش على ألبومه بوم تشيكا بوم. تعاونت المجموعة أيضا مع الفرقة السويدية فايكينغارنا.
ظلت التشكيلة ثابتة لبقية العقد، ثم ترك ويست المجموعة في عام 1999 بسبب المرض (توفي في 23 يونيو 2002). وتم استبداله بالمغني لويس نانلي، والذي غنى سابقا في فرقة أنيتا كير.
توفي نيل ماثيوز في 21 أبريل 2000. حل محله كورتيس يونغ كقائد جديد للفرقة.
مات هيو جاريت بعمر 78 عاما في 31 مايو 2008، متأثرا بجروح أصيب بها في حادث سيارة في مارس من تلك السنة.
توفي غوردون ستوكر بعمر 88 عاما في منزله في برنتوود، تينيسي يوم 27 مارس 2013، بعد صراع طويل مع المرض. وأكد ابنه ألان أن فريق جوردانيرز تم حله رسميا برغبة والده.

## الأعضاء
| التينور الأول - بيل ماثيوز (1948-1951) - غوردون ستوكر (1951-1952، 1953-2013) - دون بروس (1952-1953) التينور الثاني - بوب هوبارد (1948-1952) - غوردون ستوكر (1952-1953) - نيل ماثيوز (1953-2000) - كورتيس يونغ (2000-2013) | باريتون - مونتي ماتيوس (1948-1952) - هويت هوكينز (1952-1982) - دواين ويست (1982-1999) - لويس نانلي (1999-2012) باس - كولي هولت (1948-1954) - هيو جاريت (1954-1958) - راي ووكر (1958-2013) | عازف البيانو - بوب ماني (1948-1949، 1952) - غوردون ستوكر (1949-1951) |

## التأثير الموسيقي
سجل فريق جوردانيرز مع عديد الفنانين مثل جولي آندروز، جوني كاش، باتسي كلاين، ريد فولي، تينيسي إيرني فورد، كوني فرانسيس، جوني هاليداي، جوني هورتون، فرلين هاسكي، وايلون جيننغز، جورج جونز، ستيف لورانس وإيدي غورميه، لوريتا لين، جانيس مارتن، ريكي نيلسون، ويلي نيلسون، دوللي بارتون، جيم ريفز، كيني روجرز، سوير براون، رينغو ستار، روزيتا ثارب، كونواي تويتي، تامي واينيت، فارون يونغ، وغيرهم.
أقامت المجموعة عدة جولات حول العالم وسجلت عدة ألبومات شخصية. أدى في عام 1999، تمت دعوة غوردون ستوكر من قبل المنتج أرت غرينهو الحائز على جائزة غرامي للتسجيل معه، فأنتج هذه التعاون ستة ألبومات ترشحت لجازئة غرامي وفازت بواحدة. كما كان مغني الغوسبل جيمس بلاكوود مسؤولا أيضا عن عن تعاون جوردانيرز الأولي مع علامة أرت غرينهو. وفي السنوات بين 1999 و 2006 تعاون جوردانيرز وغرينهو مع فرقة لايت كراست دوبويز، آن مارغريت، إنجلبرت همبردنك، ورباعي بلاكوود براذرز، ونوكي إدواردز (من فريق ذ فانتشورز)، وتلقوا ترشيحات لجائزة غرامي. وبالإضافة إلى ذلك، ترشح الفريق لجائزة دوف لأفضل ألبوم كانتري عن السنة بعنوان «الرب هو الحب: جلسات الإنجيل» مع آن مارغريت ولايت كراست دوبويز.

## وصلات خارجية
- جوردانيرز على موقع IMDb (الإنجليزية)
- جوردانيرز على موقع ميوزك برينز (الإنجليزية)
- جوردانيرز على موقع أول ميوزيك (الإنجليزية)
- جوردانيرز على موقع ديسكوغز (الإنجليزية)

- الموقع الرسمي
- "The Jordanaires" Vocal Group Hall of Fame Page
- Country Music Hall of Fame and Museum
- Spencer Leigh, "Gordon Stoker: Singer with the Jordanaires", The Independent, April 2, 2013
- Bob Hubbard Interview